# Институт социально-экономических проблем народонаселения РАН
Институт социально-экономических проблем народонаселения имени Н. М. Римашевской Российской академии наук (ИСЭПН РАН) — научно-исследовательское учреждение (Москва). Институт основан в 1988 г. Долгое время институт возглавляла член-корреспондент РАН Н. М. Римашевская.
Основные направления исследований института:
- Фундаментальные исследования проблем народного благосостояния и качества человеческого капитала
- Разработка теоретических и методологических основ социально-экономических измерений и совершенствование статистической методологии народного благосостояния и качества жизни
- Исследование демографических процессов и здоровья населения
- Фундаментальные исследования распределительных отношений
- Теоретические и эмпирические исследования влияния социальных показателей на демографическую динамику и экономический рост
- Фундаментальные и эмпирические исследования социально-экономического неравенства по регионам и группам населения
- Концептуальные основы социального государства и эффективной социальной политики

В структуру института входят следующие лаборатории:
- Лаборатория социально-экономический проблем человеческого развития и качества жизни;
- Лаборатория проблем распределительных отношений;
- Лаборатория гендерных проблем;
- Лаборатория проблем воспроизводства населения;
- Лаборатория миграционных исследований;
- Лаборатория социально-экономических проблем жилищного и имущественного обеспечения;
- Лаборатория социального и экономического поведения.

Институтом издаются журналы «Народонаселение» и «Уровень жизни населения регионов России».